# Kostel svatého Jiljí (Zrębice)
Kostel svatého Jiljí (polsky: Kościół św. Idziego)  je historický římskokatolický dřevěný kostel v obci Zrębice, gmina Olsztyn, okres Częstochowa, Slezské vojvodství a náleží do děkanátu Olsztyn, arcidiecéze čenstochovské, je farním kostelem farnosti svatého Jiljí v Zrębice.
Dřevěný kostel je v seznamu kulturních památek Polska pod číslem R/506/57 z 2. května 1957, 264/60 z 7. března 1960 a 30/78 z 20. února 1978 a je součástí Stezky dřevěné architektury v Slezském vojvodství. Volně stojící dřevěná zvonice z roku 1782 je v seznamu kulturních památek Polska pod číslem 1153/70 z 21. prosince 1970 a 31/78 z 20. února 1978.

## Historie
První písemné zmínky o existenci církevní stavby pocházejí ze Svatopetrského haléře z roku 1334. Kaple Všech svatých byla postavena za panování Kazimíra Velkého, jako vděk za ochranu před epidemií té doby. Později na místě kaple byla postavená zděná nová kaple ve stylu rotundy. Kostel sv. Jiljí byl postaven v roce 1789, první rekonstrukce byla provedena roce 1889. Další rekonstrukce probíhaly v padesátých a šedesátých letech 20. století.

## Architektura
Jednolodní dřevěná stavba roubené konstrukce bedněna deskami. Hlavní vchod je na jižní straně, druhý prochází krytým přístavkem s kruchtou. Sedlová střecha je krytá šindelem. Sanktusník s lucernou je ukončen cibulovou bání. Kněžiště na východní straně má obdélníkový půdorys, z východní strany se přimyká sakristie krytá pultovou šindelovou střechou. 

## Interiér
V severní části se nachází kruchta, která je podepřena dvěma sloupy. Kněžiště je nižší než loď a je oddělená sponovým trámem s vyřezávanými konzolami. Na sponovém trámu je umístěno Ukřižování. Interiér je barokní. Hlavní oltář z 17. století byl přestavěn v 18. století. V interiéru se nachází obraz svatého Jiljí, který byl vytvořen v roce 1652. Původně byl umístěn v kapli. V roce 1789 byl přenesen do kostela. Barokní boční oltářambona pochází z 18. století je zdobená rokaji. Z 18. století je kamenná křtitelnice, z roku 1717 pochází měděná křtitelnice. V bočním barokním oltáři se nacházel obraz Panny Marie z 15. století. Obraz byl odcizen v roce 1998.

## Okolí
V blízkosti kostela stojí dřevěná zvonice na zděné podezdívce z přelomu 17. a 18. století se zvonem z roku 1632. Konstrukce štenýřová s jehlanovou střechou krytou šindelem.
U kostela sv. Jiljí roste skupina šesti lip, jejichž stáří se odhaduje na tři sta let. Tyto památné lípy jsou přírodními památkami Polska.

## Galerie

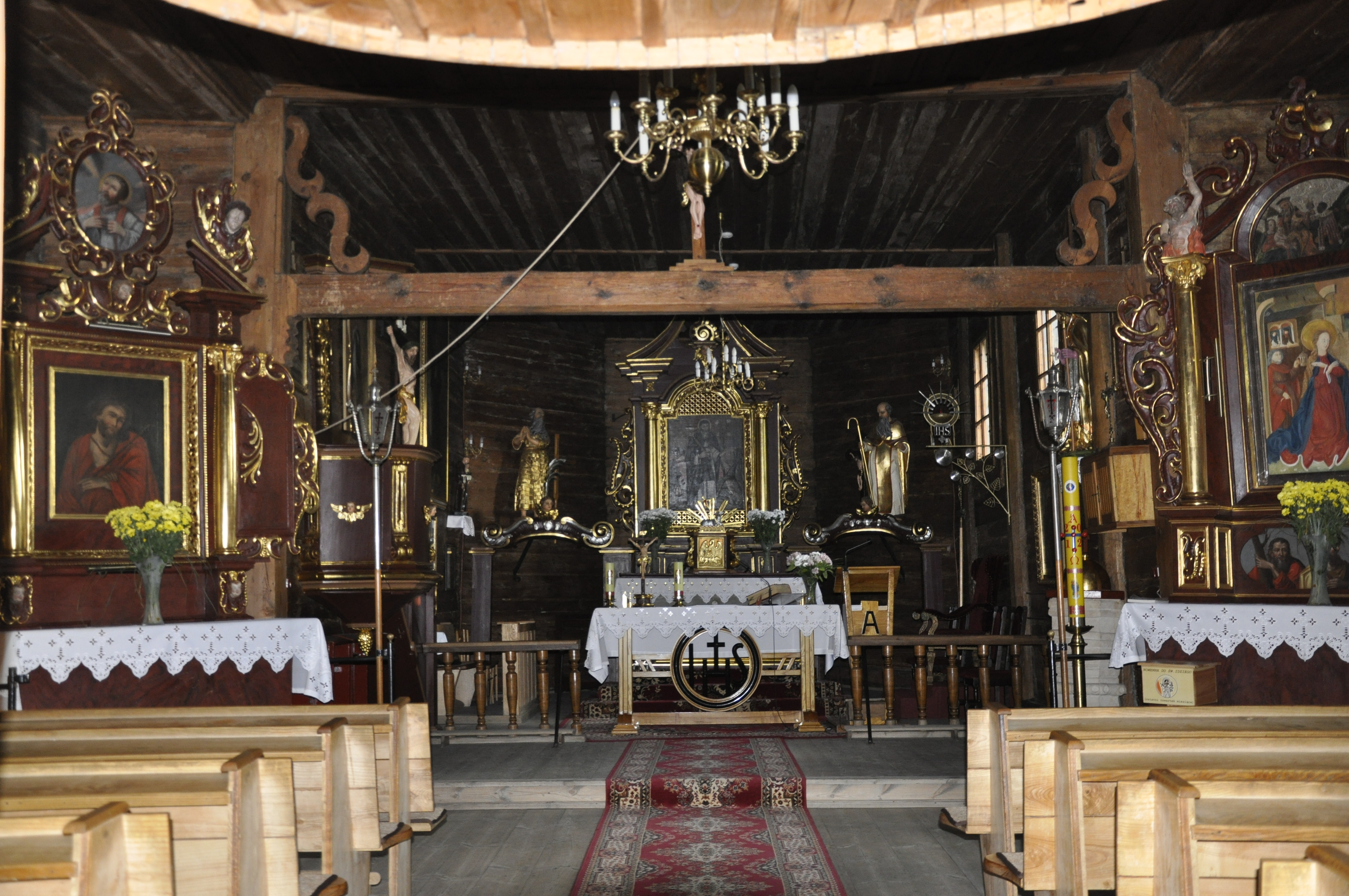
Interiér
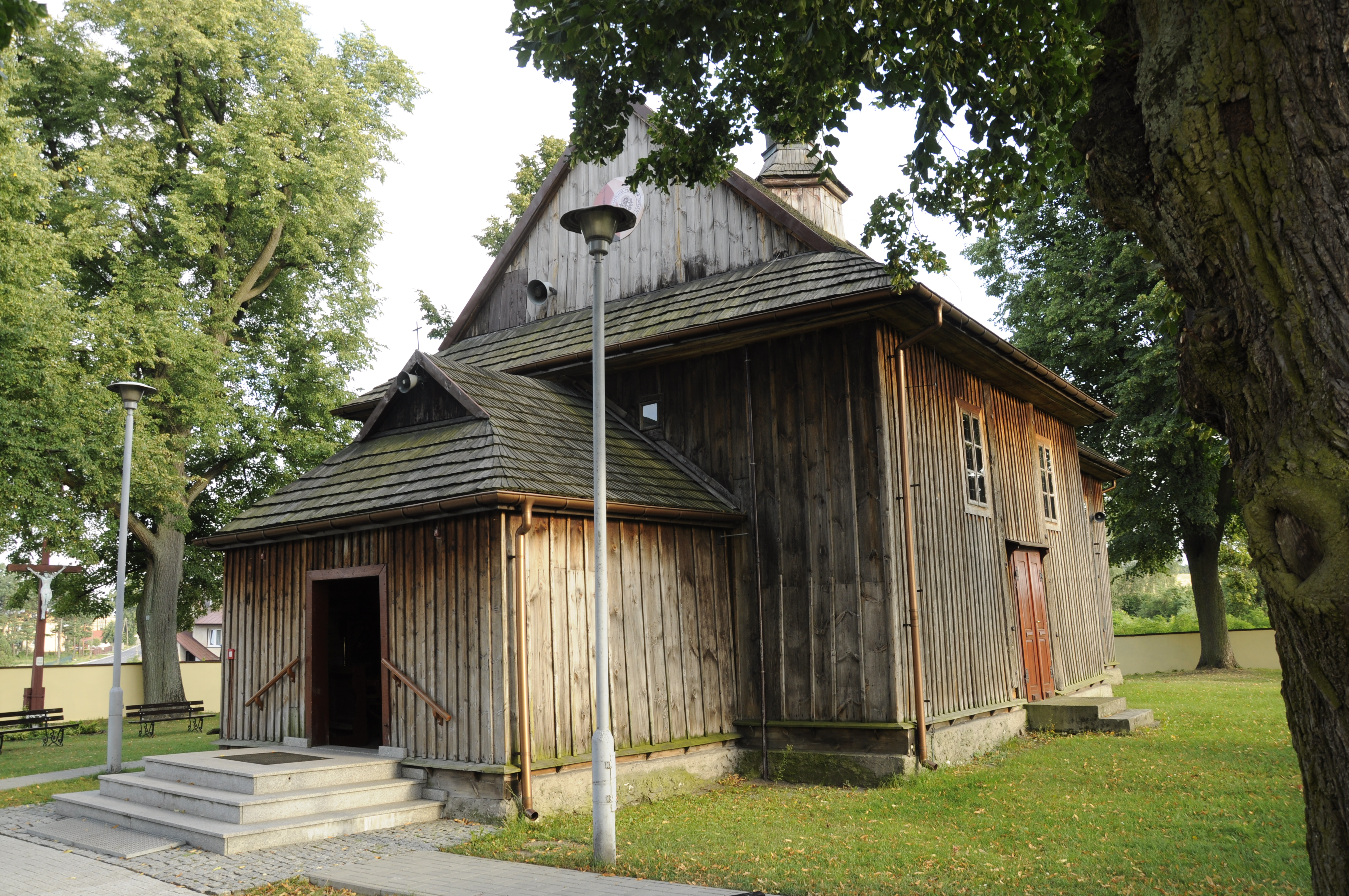
Vstup do kostela přes kruchtu
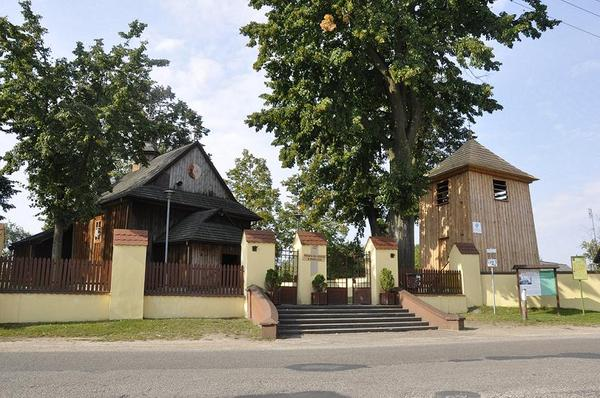
Kostel sv. Jiljí a zvonice
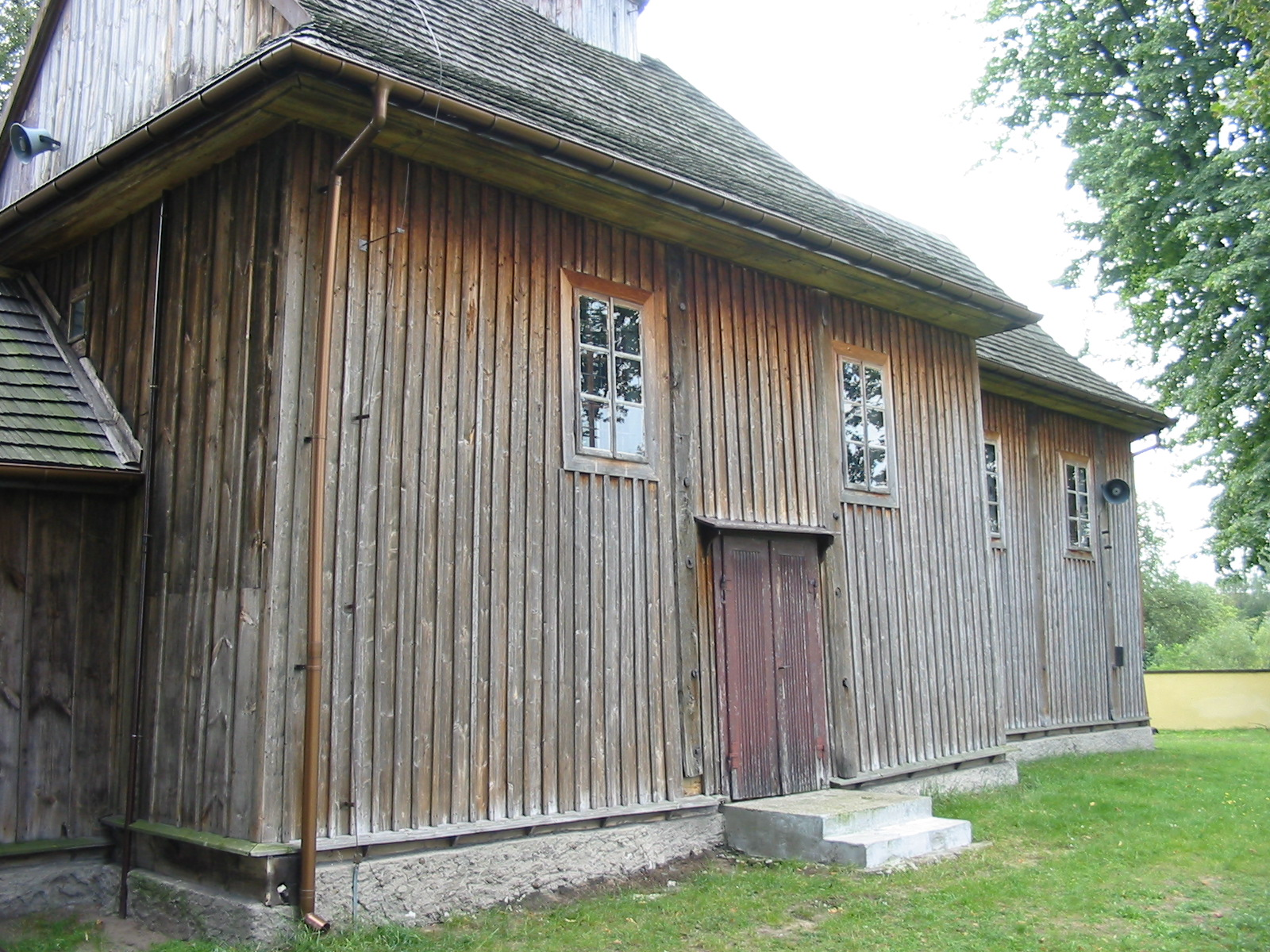
Hlavní vchod do kostela